# Theta Serpentis
θ Serpentis (Theta Serpentis) ist ein Doppelstern im Sternbild Serpens Cauda. Sein aus dem Arabischen stammender Eigenname Alya bedeutet Fettschwanz (orientalische Schafrasse).
Der Doppelstern kann schon im Feldstecher aufgelöst werden und besteht aus dem 4,6 mag hellen Hauptstern Theta1 und dem 5,0 mag hellen Theta2; beide Sterne sind Hauptreihensterne der Spektralklasse A5. Ein weiterer Stern (HD 175726, HIP 92984) ist 7′ von Theta2 entfernt zu finden.
Der Winkelabstand zwischen Theta1 und Theta2 beträgt 22,3", was rund 900 AE entspricht und zu einer Umlaufperiode von mindestens 14.000 Jahren führt.
Die beiden Komponenten ähneln sich in ihren physischen Eigenschaften, haben beide den zweifachen Sonnendurchmesser und die etwa doppelte Sonnenmasse sowie die 13- bzw. 18-fache Leuchtkraft der Sonne. Ihre Oberflächentemperaturen liegen bei 8200 Kelvin.